# Zadie Smith
Zadie Adeline Smith, nata Sadie Adeline Smith (Londra, 25 ottobre 1975) è una scrittrice e saggista britannica, celebrata come una delle autrici inglesi di maggior talento. Il suo romanzo d'esordio, Denti bianchi (2000), è diventato immediatamente un best-seller e ha vinto numerosi premi. Nel settembre 2010 è diventata professoressa di ruolo presso la facoltà di Scrittura Creativa della New York University.

## Biografia
Zadie Smith è nata il 25 ottobre 1975 a Willesden, nel Brent, quartiere nord-ovest di Londra (un'area multiculturale abitata prevalentemente dalla classe operaia), da madre giamaicana, Yvonne Bailey, emigrata in Gran Bretagna nel 1969, e da padre inglese, Harvey Smith, che aveva 30 anni più della moglie. Quello è stato il secondo matrimonio per suo padre. Ha una sorellastra, un fratellastro e due fratelli minori. I suoi genitori hanno divorziato quando Zadie aveva quattordici anni.Quell'anno lei ha cambiato il suo nome da Sadie a Zadie.
Fin da piccola ha sviluppato diversi interessi e attitudini: da bambina era innamorata del tip-tap, da adolescente ha preso in considerazione la carriera di attrice di musical, da studentessa quelle di cantante jazz e di giornalista. Tuttavia è stata la letteratura a emergere come suo interesse principale.

### Studi e carriera
Dopo aver studiato nelle scuole statali locali, Zadie Smith si iscrisse al King's College di Cambridge per studiare letteratura inglese. Mentre frequentava l'università pubblicò alcuni racconti in una raccolta di scritti di studenti. Un editore intuì il suo talento e le offrì un contratto per un romanzo ancora da scrivere. Zadie Smith decise di contattare un agente letterario e da allora, cioè ancor prima di completare il primo capitolo del primo romanzo, è rappresentata dalla Wylie Agency.
Denti bianchi apparve sul mercato editoriale nel 1997, molto prima di essere completato. Basandosi solo su manoscritti parziali, diversi editori si disputarono i diritti, che vennero infine ceduti alla Hamish Hamilton Ltd..
Zadie Smith completò Denti bianchi durante l'ultimo anno dei suoi studi a Cambridge. Quando nel 2000 il libro venne pubblicato diventò immediatamente un best seller e vinse numerosi premi internazionali. Per questo genere di romanzi il critico letterario inglese James Wood, facendo specificamente riferimento a Denti bianchi, coniò il termine realismo isterico.
Negli anni successivi la Smith lavorò al secondo romanzo, L'uomo autografo. In alcune interviste dichiarò che l'interesse suscitato dal suo primo romanzo le aveva causato un temporaneo blocco dello scrittore. Il secondo romanzo, pubblicato nel 2002, riscosse un notevole successo commerciale, sebbene questa volta il giudizio dei critici non fu così positivo com'era accaduto per Denti bianchi.
Dopo la pubblicazione de L'uomo autografo lasciò Londra per la Harvard University per conto della quale, come fellow del Radcliffe Institute for Advanced Study, visitò nel 2002-2003 gli Stati Uniti. Inoltre lavorò al libro di saggi, tuttora inedito, The Morality of the Novel (La moralità del romanzo) in cui analizza diversi scrittori del XX secolo attraverso la lente della filosofia morale.
Il suo terzo romanzo, "On Beauty", ambientato a Boston e dintorni, pubblicato nel 2005, e in italiano nel 2006 da Arnoldo Mondadori Editore col titolo Della bellezza, vinse nel 2006 l'Orange Prize per la fiction.
Dopo aver insegnato fiction alla Columbia University School of the Arts, dal 1º settembre 2010 insegna la stessa materia presso la New York University come professore tenuter (cioè a tempo indeterminato).
Nel 2010 e 2011 è stata critica letteraria mensile per i nuovi libri su Harper's Magazine.
Nel 2012 ha pubblicato il romanzo NW, ambientato a Londra, precisamente nella zona nord-ovest, Kilburn, al cui codice di avviamento postale, NW6, fa riferimento il titolo.

### Vita privata
Zadie Smith ha conosciuto il compagno di studi Nick Laird, che ha sposato nel 2004, alla Cambridge University. La coppia, dopo aver vissuto tra il 2006 e il 2007 a Roma, nel rione Monti, si divide ora tra New York e Londra. Hanno due figli, Katherine (Kit) e Harvey, e un cane carlino di nome Maud.

## Opere

### Romanzi
- Denti bianchi (White Teeth, 2000), Mondadori, traduzione di Laura Grimaldi.
- L'uomo autografo (The Autograph Man, 2002), Mondadori, traduzione di Bernardo Draghi.
- Della bellezza (On Beauty, 2005), Mondadori, traduzione di Bernardo Draghi.
- NW (2012), Mondadori, traduzione di Silvia Pareschi.
- Swing Time (2016), Mondadori, traduzione di Silvia Pareschi.
- L'impostore (2023), Mondadori, traduzione di Dario Diofebi, ISBN 9788804765974

### Opere Teatrali
- La donna di Willesden (2022) (The wife of Willesden, 2021), Mondadori, traduzione di Dario Diofebi.

### Racconti
- Mirrored Box (1995), pubblicato su The Mays Anthology of Oxford and Cambridge Short Stories
- The Newspaper Man (1996), pubblicato su The Mays Anthology of Oxford and Cambridge Short Stories
- Mrs. Begum's Son and the Private Tutor (1997), pubblicato su The Mays Anthology of Oxford and Cambridge Short Stories
- Picnic, Lightning (1997), pubblicato su The Mays Anthology of Oxford and Cambridge Short Stories
- Stuart (1999), pubblicato su The New Yorker
- La ragazza con la frangetta (The Girl with Bangs, 2001), pubblicato sul Timothy McSweeney's Quarterly Concern
- The Trials of Finch (2002), pubblicato su The New Yorker
- Martha, Martha (2003), pubblicato sul Granta 81: Best of Young British Novelists
- Hanwell in Hell (2004), pubblicato su The New Yorker
- Hanwell Snr (2007), pubblicato su The New Yorker
- Permission to Enter (2012), pubblicato su The New Yorker
- L'ambasciata di Cambogia (The Embassy of Cambodia, 2013), traduzione di Silvia Pareschi, Milano, Mondadori, 2013.
- Meet the President!, 2013
- Moonlit Landscape with Bridge, 2014
- Escape From New York, 2015
- Two Men Arrive in a Village, 2016
- Grand union. Storie, traduzione di S. Pareschi, Milano, Mondadori, 2020

### Saggistica
- Cambiare idea (Changing My Mind: Occasional Essays, 2009), traduzione di Martina Testa, Roma, Minimum Fax, 2010, ISBN 978-88-7521-272-8.
- Perché scrivere, traduzione di M. Testa, M. Astrologo, Roma, Minimum Fax, 2011, ISBN 978-88-7521-383-1.
- Feel Free: Idee, Visioni, Ricordi (Feel Free: Essays, 2018), traduzione di Martina Testa, Roma, Edizioni SUR, 2019, ISBN 978-88-6998-151-7.
- Questa strana e incontenibile stagione (Intimations: Six Essays, 2020), traduzione di Martina Testa, Roma, Edizioni SUR, 2020.

### Curatele
- (EN) Piece of Flesh, 2001. [antologia di brevi racconti erotici]
- (EN) The Book of Other People, Penguin Books, 2008. [antologia di 23 racconti di altrettanti autori, compresa Z. Smith]

## Influenze
Zadie Smith è stata una lettrice appassionata fin dall'infanzia. Le sue letture includevano opere di Vladimir Nabokov, Martin Amis, Charles Dickens, Franz Kafka, George Eliot, Raymond Carver, E. M. Forster, etc.

## Temi

### Multiculturalismo
In una intervista con amazon.co.uk, Smith dice della sua presentazione della cultura e della comunità in Denti bianchi: "Volevo solo mostrare che ci sono comunità che funzionano bene. C'è tristezza per il modo in cui le tradizioni svaniscono ma volevo mostrare persone che si sforzano di capirsi l'un l'altro, nonostante le differenze culturali."